# Taranto megye
Taranto Olaszország Puglia régiójának egyik megyéje. Székhelye Taranto.

## Fekvése

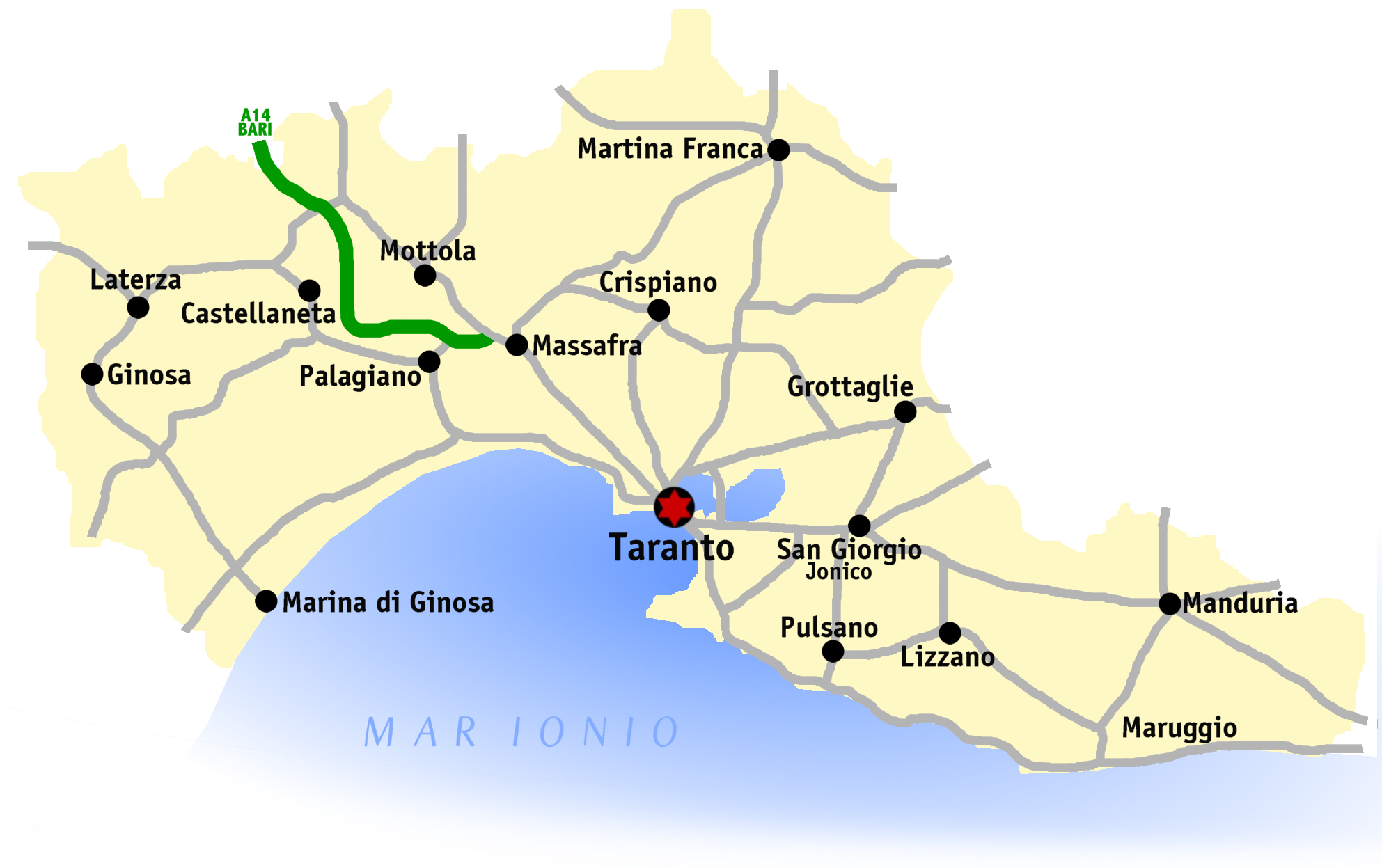
A megye térképe

A megye a Tarantói-öböl északkeleti oldalán helyezkedik el. Területe nagyjából a tengerparttal párhuzamos lefutású. Északkeleti és keleti része benyúlik a Murgia-fennsík területére, délen pedig a Salento vidékére. Északnyugati részét egy mély, szurdokvölgyekkel (olasz nyelven gravina) tagolt karsztfennsík alkotja, mely átnyúlik a szomszédos Basilicata régió területére is.
Kevés folyóvize van, ezek közül a legjelentősebb a Tara, Gravina di Laterza, valamint a megye és Basilicata régió közötti határvonalat képező Bradano.
Taranto városának partjai előtt találhatók a Cheradi-szigetek.
Délen Lecce megye, keleten Brindisi megye, északon Bari megye, nyugaton pedig Matera megye határolja.

## Fő látnivalók
- Taranto történelmi központja
- Avetrana normann erődítménye
- Castellaneta, egy szurdokvölgy szélére épült város
- Grottaglie történelmi belvárosa
- Manduria történelmi belvárosa
- Martina Franca történelmi belvárosa és a Valle d’Itria

## Községek(comuni)
| Avetrana                    | Carosino    | Castellaneta | Crispiano          |
| Faggiano                    | Fragagnano  | Ginosa       | Grottaglie         |
| Laterza                     | Leporano    | Lizzano      | Manduria           |
| Martina Franca              | Maruggio    | Massafra     | Monteiasi          |
| Montemesola                 | Monteparano | Mottola      | Palagianello       |
| Palagiano                   | Pulsano     | Roccaforzata | San Giorgio Ionico |
| San Marzano di San Giuseppe | Sava        | Statte       | Taranto            |
| Torricella                  |             |              |                    |